# 禹智賢
禹智賢（韓語：우지현；1986年6月3日—），另譯禹志賢，是一位韓國男演員。

## 演出作品

### 劇集
- 2016年：KBS2《Drama Special：悠遠的舞蹈》 飾演 金正彬
- 2018年：JTBC飾演 全振萬
- 2019年：tvN《請輸入檢索詞WWW》飾演 崔奉基
- 2020年：tvN《一半的一半》飾演 閔鎮煥
- 2020年：SBS《The King：永遠的君主》飾演 (EP16)
- 2021年：tvN《MOUSE窺探》飾演 具東久[3]
- 2021年：MBC《莫比烏斯：黑色太陽》飾演 魏九平
- 2022年：Netflix《殭屍校園》飾演 金宇信
- 2022年：Coupang Play《安娜》飾演 金善宇
- 2022年：JTBC《The Empire：法之帝國》飾演 王重鎮
- 2023年：SBS《浪漫醫生金師傅3》飾演 軍隊槍擊事件的罪犯
- 2023年：ENA《綁架之日》飾演 崔澤均
- 2023年：wavve《交易》飾演 車載京
- 2023年：Netflix《京城怪物》飾演 坂本 隆[4]
- 2024年：tvN《The Auditors監察》飾演 任正潤
- 2024年：Netflix《京城怪物2》飾演 坂本 隆
- 2025年：Wavve《S Line》飾演 金正宇
- 2025年：Netflix《槍口彼端》飾演 劉正泰[5]

### 電影
- 2014年：《重新出發》飾演 智賢[6]（出道作品）
- 2016年：《Teach Me》短篇 飾演 宰敏
- 2016年：《Missing：消失的女人》
- 2017年：《花漾奶奶秀英文》飾演 公益要員
- 2017年：《屍蹤七號房》飾演 咖啡店店長
- 2018年：《換季男友》飾演 韓成、監製
- 2018年：《成為母親之後》飾演 警察
- 2018年：《劇場誓約》飾演 志賢
- 2018年：《朴花英》飾演 尚植的朋友
- 2018年：《致命目擊》飾演 送報員
- 2018年：《春川，春川》飾演 智賢
- 2019年：《漂浮夏日的愛戀》飾演 惠莉的朋友
- 2019年：《完美搭檔》飾演 安寧
- 2019年：《黑色夏天》飾演 志賢
- 2019年：《王的文字》飾演 儒教書生
- 2019年：《82年生的金智英》飾演 秉植
- 2019年：《家庭事務》飾演 護士
- 2020年：《倒著走》飾演 施憲
- 2020年：《在冬夜》飾演 男子
- 2020年：《國都劇場》飾演 攝影者
- 2021年：《遊走塵市間》飾演 泰山[7]
- 2022年：《過境》飾演 敏浩
- 2022年：《幽靈照片》飾演 鄭厚
- 2022年：《人生轉運站》飾演 便利店職員
- 2022年：《音爆浩劫》飾演 金宥澤
- 2022年：《萬人的戀人》飾演 振烈
- 2023年：《燕子》飾演 李浩延
- 2023年：《你的瞬間》飾演 正厚
- 2023年：《她的愛好生活》飾演 光宰
- 2024年：《超完美暗殺隊》飾演 直播主JINO
- 2025年：《黑白線人》飾演 吳在哲

### 音樂劇
- 2011年：《喚我／나를 부르다》
- 2012年：《The Ons新作慶典就這麼辦吧—Red Lions／The OnS 신작 페스티벌 그냥하자-Red Lions》
- 2014年：《面談／인터뷰》
- 2017年—2018年：《望遠洞兄弟／망원동 브라더스》

## 外部連結
- 禹智賢的Instagram帳戶
- 禹智賢在NAVER上的资料
- 禹智賢在Daum上的资料
- 禹智賢在韩国电影数据库（KMDb）上的資料（韓語）